# Santo Antônio do Amparo (ort)
Santo Antônio do Amparo är en ort i Brasilien.   Den ligger i kommunen Santo Antônio do Amparo och delstaten Minas Gerais, i den sydöstra delen av landet, 700 km sydost om huvudstaden Brasília. Santo Antônio do Amparo ligger 1 013 meter över havet och antalet invånare är 16 730.
Terrängen runt Santo Antônio do Amparo är huvudsakligen platt, men västerut är den kuperad. Santo Antônio do Amparo är det största samhället i trakten.
Omgivningarna runt Santo Antônio do Amparo är huvudsakligen savann. Runt Santo Antônio do Amparo är det ganska glesbefolkat, med 34 invånare per kvadratkilometer.